# Операция «ГЕНИЙ». Спецотряд: Физики
Geniu$: The Tech Tycoon Game — компьютерная игра в жанре 3D стратегия, разработанная Radon Labs. Мировым издателем игры является Cornelsen Software. Издателем и локализатором игра в России является компания «Новый Диск».

## Об игре
Цель игры — построить комплекс заводов, которые будут заниматься производством различного транспорта. Игра начинается в середине XIX века и заканчивается в конце XX века. Сначала можно производить только велосипеды, но затем, с началом научно-технической революции, выбор производимой продукции увеличится. Также в игре есть различные задания по физике, которые можно выполнить, если прочесть научный журнал и найти там ответ.

### Задания
В игре присутствуют вопросы по многим областям физики (термодинамика, оптика). На каждый вопрос даётся три попытки. Если игрок правильно отвечает на него, он получает либо деньги, либо увеличение производительности данного предприятия, либо повышение санитарных условий в каком-либо здании. Если игрок неправильно отвечает на задание, то либо падает доход от торговли, либо падает производительность данного предприятия или начинается забастовка рабочих. Ответы на вопросы можно получить или из писем великих учёных того времени, или из журнала «Наука и мир».